# Baldur Ragnarsson
Baldur Ragnarsson (25. srpna 1930 – 25. prosince 2018) byl islandský učitel, esperantský básník a překladatel. Slavné jsou jeho sbírky básní ŜTUPOJ SEN NOMO a ESPLOROJ. Přeložil SUB STELO RIGIDA, básně Tjorsteinna f. Hamri a ISLANDAJ PRAVOĈOJ, vyprávění a básně ze starého Islandu.

## Život
Baldur Ragnarsson se esperantu učil od roku 1949. Jako básník debutoval v roce 1958 v Esperanta Antologio. Od droku 1980 byl viceprezidentem Světového esperantského svazu, jehož je v současnosti čestným členem. Vyučoval islandštinu a angličtinu na gymnáziu v Reykjavíku.
Baldur Ragnarsson byl členem Akademio de Esperanto.

## Dílo
- Ŝtupoj sen nomo (1959)
- Sub stelo rigida (1963)
- Islandaj pravoĉoj (1964)
- Esploroj (1973)
- Sagao de Njal (2003)
- Sendependaj homoj (2007)